# Kokšaal-Tau
Kokšaal-Tau (kyrgyzsky Какшаал-Тоо, rusky Кокшаалтау) je horský hřeben v centrálním Ťan-šanu tvořící hranici mezi Kyrgyzstánem a Čínou. Kokšaal-Tau je nejvyšším hřbetem celého pohoří. Nejvyšším bodem je 7 439 metrů vysoká hora Džengiš Čokusu, známá též jako Pik Pobedy (Štít Vítězství). Pohoří je ze západu od Západního Ťan-Šanu odděleno průsmykem Torugart (3752 m), z jihu jej ohraničuje Tarimská pánev, na východě navazuje na Meridionální hřbet a na severu je od masivů At-Baši, Ak-Šijrak a Kuylyutau oddělen tektonickými sníženinami ve výškách kolem 3 500 metrů. Horský hřeben je rozčleněn na čtyři části antecedentními údolími řek Kokšaal, Čon-Uzengeguš a Sarydžaz.